# Clubiona glatiosa
Clubiona glatiosa este o specie de păianjeni din genul Clubiona, familia Clubionidae, descrisă de Saito, 1934. Conform Catalogue of Life specia Clubiona glatiosa nu are subspecii cunoscute.